# Ада (Канзас)
Ада (англ. Ada) — переписна місцевість (CDP) в США, в окрузі Оттава штату Канзас. Населення — 86 осіб (2020).

## Географія
Ада розташована за координатами 39°9′44″ пн. ш. 97°53′9″ зх. д. / 39.16222° пн. ш. 97.88583° зх. д. (39.162198, -97.885948).  За даними Бюро перепису населення США в 2010 році переписна місцевість мала площу 6,58 км², уся площа — суходіл.

## Демографія
Згідно з переписом 2010 року, у переписній місцевості мешкало 100 осіб у 45 домогосподарствах у складі 24 родин. Густота населення становила 15 осіб/км².  Було 59 помешкань (9/км²).
Расовий склад населення:
| - 95,0 % — білих - 1,0 % — корінних американців |

До двох чи більше рас належало 4,0 %. Частка іспаномовних становила 1,0 % від усіх жителів.
За віковим діапазоном населення розподілялося таким чином: 28,0 % — особи молодші 18 років, 55,0 % — особи у віці 18—64 років, 17,0 % — особи у віці 65 років та старші. Медіана віку мешканця становила 43,5 року. На 100 осіб жіночої статі у переписній місцевості припадало 117,4 чоловіків;  на 100 жінок у віці від 18 років та старших — 157,1 чоловіків також старших 18 років.
Цивільне працевлаштоване населення становило 53 особи. Основні галузі зайнятості: освіта, охорона здоров'я та соціальна допомога — 62,3 %, будівництво — 28,3 %, інформація — 9,4 %.